# Johan Petter Åhlén
Johan Petter Åhlén (n. 13 aprilie 1879, Insjön⁠(d), Comitatul Dalarna, Suedia – d. 31 martie 1939, Oceanul Atlantic, apele internaționale) a fost un jucător de curl ce a reprezentat Suedia, medaliat olimpic. A participat la o ediție a Jocurilor Olimpice (1924) în care a câștigat o medalie de argint.

## Participări
Lista de mai jos prezintă principalele competiții la care a participat Johan Petter Åhlén de-a lungul carierei.
- Curling la Jocurile Olimpice de iarnă din 1924